# Muxía
Muxía település Spanyolországban, A Coruña tartományban. Muxía Cee, Dumbría, Vimianzo és Camariñas községekkel határos. Lakosainak száma 4380 fő (2024).

## Népesség
A település népessége az utóbbi években az alábbiak szerint változott:
| Lakosok száma | 6191 | 5899 | 5746 | 5510 | 5377 | 5068 | 4941 | 4657 | 4564 | 4380 |
|               | 2001 | 2004 | 2006 | 2009 | 2011 | 2014 | 2016 | 2019 | 2021 | 2024 |